# راضي آل ياسين
راضي عبد الحسين آل ياسين الكاظمي (13 يونيو 1896 - 5 أغسطس 1952) فقيه مسلم ورجل دين عراقي في القرن 20 م / 14 هـ. ولد في الكاظمية ببغداد ودرس المقدمات والسطوح بها على عدة من العلماء وحضر الأبحاث العالية على أخية محمد رضا ومحمد كاظم الشيرازي. توفي والده سنة 1351 فقام في مقامه بإمامة الجماعة. نظم الشعر وله مؤلفات منهم أوج نهج البلاغة و تاريخ الكاظمية وصلح الحسن. توفي في بيروت متأثرًا بالمرض ودفن في النجف.

## سيرته
ولد راضي بن عبد الحسين بن باقر بن محمد حسن آل ياسين الكاظمي وأمه بنت السيد هادي الصدر وشقيقة حسن الصدر في الكاظمية 3 محرم 1314 هـ/ 13 يونيو 1896 م ونشأ في بيت العلم والأدب وحضر عند بعض الأساتذة ثم درس النحو والمنطق والمعاني والبيان على علماء الكاظمية منهم راضي محمد الكاظم وأحمد الكيشوان، درس الأصول والفقه على كل من محمد رضا الزنجاني وابن خالته محمد مهدي الصدر وأخيه محمد رضا آل ياسين وخاله حسن الصدر. ثم حضر بحث الخارج علی محمد كاظم الشيرازي. شهد ببلوغه من الاجتهاد محمد رضا آل ياسين وأبو الحسن الإصفهاني بوثيقة تاريخها 1356 هـ. وله إجازة عن حسن الصدر وأحمد بن باقر البهبهاني وعبد الحسين شرف الدين. قام مقام والده - بعد وفاته سنة 1351 - بإمامة الجماعة وغيرها من التكاليف الشرعية.

## حياته الشخصية
قد أصاب الحريق داره سنة 1370 هـ/ 1951 م وأتى على مكتبته وفيها آثاره. ومن آثاره المهمة التي التهمتها النار كتابه أوج البلاغة ولم يبق منه شيء وكذلك كتابه تاريخ الكاظمية. استطاع الشيخ انقاذ مسودة كتابه صلح الحسن ودخل خلال الدار المحترقة وانقذ مسودة كتابه ذلك ثمرة عمره.
أنجب ثلاثة أولاد هم عز الدين (1913 - 1952) ومحمد علي ومحمد مفيد (؟-2016) وكلهم حصلوا على الشهادات العلمية العالية في علوم مختلفة ومرتبة الاستاذية الجامعية في تخصصاتهم.

## مرضه ووفاته
مرض في أواخر عمره وعانى من الأذى الشديد فسافر إلى لبنان للمعالجة وتوفي هناك يوم الجمعة 15 ذي القعدة 1371 هـ/ 5 أغسطس 1952م وحُمل إلى النجف ودُفن بها في مقبرة الأسرة بمحلة العمارة. وأقيمت مجالس العزاء في العراق وخارجه ورثاه الأعلام والأدباء والشعراء.

## مؤلفاته
- أوج نهج البلاغة: جمع فيه خطب الحسن بن علي والحسين بن علي
- تاريخ الكاظمية في مجلدين
- صلح الحسن: في عام الجماعة

## شعره
من شعره قال مؤرخاً إعمارا في العتبة الكاظمية:

| اعتكف فيه وقم مبتهلا |  | إنه بيت على التقوی تأسس   |
| وإذا ما جنته أرخ الا |  | اخلعن نعليك بالواد المقدس |